# Skip Beat!
Skip・Beat! (スキップ・ビート! Sukippu Bīto!?) är en japansk shōjomanga av Yoshiki Nakamura. Det är en berättelse om Kyoko Mogami (最上 キョーコ Mogami Kyōko?), en 16-årig tjej som upptäcker att hennes barndomsvän, Sho Fuwa, bara använder henne som en "hushållerska" då han klättrar upp för att bli den populäraste idolen i hela Japan. Rasande med ett brustet hjärta svär hon att hämnas genom att bli populärare än han inom nöjesbranschen. 
Skip・Beat! publicerades i den svenska mangatidningen Shojo Stars för att sedan bytas ut mot Vampire Knight.
Den kom i stället ut med en ny pocket varje månad från och med januari 2009. Mangan har också blivit en anime på 25 avsnitt och började sändas i Japan oktober 2008.